# Б'ярні-Тор Відарссон
Б'ярні-Тор Відарссон (ісл. Bjarni Viðarsson, нар. 5 березня 1988, Рейк'явік) — ісландський футболіст, що грав на позиції півзахисника.
Виступав, зокрема, за клуб «Мехелен», а також національну збірну Ісландії.

## Клубна кар'єра
Народився 5 березня 1988 року в місті Рейк'явік. Вихованець юнацьких команд футбольних клубів «Гапнарфйордур» та «Евертон».
У дорослому футболі дебютував 2006 року виступами за команду «Евертон», у якій провів один сезон. 
Згодом з 2007 по 2010 рік грав у складі команд «Борнмут», «Евертон», «Твенте» та «Руселаре».
Своєю грою за останню команду привернув увагу представників тренерського штабу клубу «Мехелен», до складу якого приєднався 2010 року. Відіграв за команду з Мехелена наступні два сезони своєї ігрової кар'єри.
Протягом 2012—2015 років захищав кольори клубу «Сількеборг».
Завершив ігрову кар'єру у команді «Гапнарфйордур», за яку виступав протягом 2015—2018 років.

## Виступи за збірну
У 2008 році дебютував в офіційних матчах у складі національної збірної Ісландії.
Загалом протягом кар'єри в національній команді, яка тривала 1 рік, провів у її формі 1 матч.
| Дата     | Місто   | Господарі | Результат | Гості    | Турнір           | Голи | Примітки |
| -------- | ------- | --------- | --------- | -------- | ---------------- | ---- | -------- |
| 2-2-2008 | Та-Калі | Білорусь  | 2 – 0     | Ісландія | товариський матч | -    | 80'      |
| Усього   |         | Матчів    | 1         |          | Голів            | 0    |          |